# Carlos Adriano de Jesus Soares
Carlos Adriano de Jesus Soares, meglio noto solo come Alemão (Nova Iguaçu, 10 aprile 1984 – Nova Iguaçu, 8 luglio 2007), è stato un calciatore brasiliano, di ruolo attaccante.
Si faceva chiamare Alemão in onore del calciatore brasiliano omonimo, anche conosciuto come Ricardo Rogério de Brito.

## Biografia
L'8 luglio 2007 un tragico incidente automobilistico mette fine alla sua vita. La sua Toyota, con nove persone a bordo, si rovescia vicino a Nova Iguaçu: il calciatore muore sul colpo insieme ad un cognato.

## Carriera
Inizia la sua carriera nella formazione dell'Artsul di Rio de Janeiro. Dopo esperienze minori con Força Sindical e Prudentópolis e diversi provini con importanti squadre europee (Monaco, Auxerre, Schalke 04, Porto) nel 2004 approda al Coritiba nel massimo campionato di calcio brasiliano dove realizza 7 reti in 28 partite. Dal 2005 al 2006 gioca nella J. League con Kyoto Sanga e Yokohama F. Marinos. Nel campionato 2005 vince il torneo di seconda divisione con il Kyoto (34 presenze e 15 gol); nel campionato 2006 inizia la stagione in J1 sempre con il Kyoto (10 presenze e 2 gol) per poi scendere di categoria e contribuire con 24 presenze e 18 gol alla vittoria del campionato J2 allo Yokohama. Nel 2007 fa ritorno in patria al Palmeiras. Qui disputa 3 partite e realizza un gol.